# Mararía
Mararía is een Spaanse film uit 1998, geregisseerd door Antonio José Betancor. De film is gebaseerd op het gelijknamige boek van de schrijver Rafael Arozarena.

## Verhaal
Fermín is een Baskische arts die op het eiland Lanzarote aankomt. Hij ontmoet er Mararía en wordt verliefd. Dan arriveert de knappe Engelsman Bertrand. Hij weet Mararía voor zich te winnen, tot grote woede van Fermín.

## Rolverdeling
| Acteur              | Personage  |
| ------------------- | ---------- |
| Carmelo Gómez       | Fermín     |
| Iain Glen           | Bertrand   |
| Goya Toledo         | Mararía    |
| Ulises Hernández    | D. Antonio |
| Mirta Ibarra        | Herminia   |
| José Manuel Cervino | Marcial    |
| Manuel Manquiña     | Geito      |

## Ontvangst

### Prijzen en nominaties
Een selectie:
| Jaar | Evenement                      | Categorie                | Genomineerde                          | Resultaat   |
| ---- | ------------------------------ | ------------------------ | ------------------------------------- | ----------- |
| 1999 | Premios Goya (13de uitreiking) | Beste debuterend actrice | Goya Toledo                           | Genomineerd |
| 1999 | Premios Goya (13de uitreiking) | Beste bewerkt scenario   | Carlos Álvarez, Antonio José Betancor | Genomineerd |
| 1999 | Premios Goya (13de uitreiking) | Beste camerawerk         | Juan Ruiz Anchía                      | Gewonnen    |
| 1999 | Premios Goya (13de uitreiking) | Beste artdirector        | Félix Murcia                          | Genomineerd |
| 1999 | Premios Goya (13de uitreiking) | Beste filmmuziek         | Pedro Guerra                          | Genomineerd |